# La Chapelle-devant-Bruyères
La Chapelle-devant-Bruyères é uma comuna francesa na região administrativa do Grande Leste, no departamento de Vosges. Estende-se por uma área de 20.23 km². Em 2010 a comuna tinha 583 habitantes (densidade: 28,8 hab./km²).